# Абрамов, Константин Иванович
Константин Иванович Абрамов (19 октября 1920, Луговское, Минусинский район, Красноярский край, РСФСР — 23 апреля 2001, Химки, Московская область, РФ) — советский и российский библиотековед, доктор педагогических наук (1976), профессор (1976), Заслуженный деятель науки РСФСР (1980). Награждён: двумя Орденами Отечественной войны первой степени, орденом Отечественной войны второй степени, Орденом Красной звезды, двумя медалями «За отвагу», медалью «За оборону Сталинграда», медалью «За освобождение Праги». Кавалер Ордена Почёта (1999)

## Биография
Родился 19 октября 1920 года в селе Луговское (Минусинский район, Красноярский край) в семье учителей. Проживал и учился в г. Минусинске. В 1940 г. после окончания средней школы был призван в Красную Армию. Со второй половины 1942 г. и до конца войны находился в действующей армии. Воевал на Воронежском, Степном, Втором Украинском фронтах. Участвовал в Сталинградской битве, в битве на Курской дуге. Прошёл с боями через Украину, Молдавию, Румынию, Польшу, Чехию, Словакию, Германию. Демобилизовался в 1946 г.
Сразу же после демобилизации в сентябре 1946 года поступил в МГБИ (ныне: Московский государственный институт культуры — МГИК) на библиотечный факультет, который с отличием закончил в 1950 году. В том же году поступил в аспирантуру. В 1954 году защищает кандидатскую диссертацию по истории библиотечного дела в России в 30-х — начале 60-х гг. XIX века.
В последующие годы его преподавательская и научная деятельность связана с МГИК. С 1953 г. — преподаватель, в 1954-58 гг. и в 1977-79 гг. — декан Библиотечного факультета. В 1975 г. защищает докторскую диссертацию, посвящённую истории библиотечного дела в СССР. В 1976 г. присвоено звание профессора, в 1980 г. — Заслуженного деятеля науки РСФСР. С 1960 по 1998 гг. — заведовал кафедрой библиотековедения. По совместительству работает старшим и ведущим научным сотрудником Государственной библиотеки СССР им. В. И. Ленина (ныне РГБ), где занимался вопросами источниковедения и историографии библиотековедения. С 1998 по 2001 гг. — профессор кафедры библиотековедения МГИК.
Являлся основателем историко-библиотечной научной школы и увлекался вопросами библиотечного строительства в ранние годы СССР. Внёс огромный вклад в подготовку будущих библиотечных деятелей, а также руководил написанием студентами курсовых и дипломных работ. Написанные студентами курсовых и дипломные работы под его руководством всегда имели отличные результаты по оценкам. Студенты подготовили свыше 30 кандидатских и докторских диссертаций. Также разрабатывал усовершенствованные концепции библиотечного образования. Входил в состав редколлегий журналов «Библиотекарь» и «Библиотековедение».
Скончался 23 апреля 2001 года в г. Химки.

## Основные работы
Основные публикации посвящены теории и методологии библиотековедения. Автор свыше 300 научных работ: книг, брошюр, статей. В том числе:
- Библиотечное строительство в первые годы советской власти (1917-1920). М., 1974;
- История библиотечного дела в СССР : [Учебник для библ. фак. институтов культуры, пед. вузов и университетов]. — 3-е изд., перераб. и доп. — М. : Книга, 1980. — 352 с.; 20 см; ISBN В пер. (В пер.)
- История библиотечного дела в России : Учеб.-метод. пособие для студентов, преподавателей и библиотекарей-практиков : [В 2 ч.]. — М. : Издательство Либерия, 2000-____. — 20 см. — (Альманах "Приложение к журналу «Библиотека» / М-во культуры РФ. Моск. гос. университет культуры и искусства; 1-е полугодие 2000 г.). [Ч. 1]. — 2000. — 175 с. : табл.; ISBN 5-85129-104-4
- Городские публичные библиотеки России: история становления (1830 — начало 1860-х гг.). — М. : Пашков дом, 2001. — 124, [1] с. : ил.; 20 см. — (Отечественная история библиотечного дела : ИБ).; ISBN 5-7510-0221-0
- История 223-го гвардейского стрелкового полка, 78-й Гвардейской Висленской ордена Суворова 2-й степени стрелковой дивизии [Текст] : воспоминания ; Московский гос. университет культуры и искусств. — Москва : МГУКИ, 2010. — 123 с. : фотографии; 20 см